# Victor Hugo
Victor Hugo (n. 26 februarie 1802, Besançon, Franța – d. 22 mai 1885, Paris, Franța) a fost un poet, dramaturg, teoretician literar și romancier francez.
Scriitor romantic, era pair al Franței din 1845, senator al Parisului și membru al Academiei Franceze din 1841. Printre operele sale cele mai cunoscute se numără Notre-Dame de Paris (1831) și Mizerabilii (1862), precum și volumele de poezii Les Contemplations și La Légende des siècles.
Victor Hugo este un exponent al curentului literar romantic cu piesa sa Cromwell și cu drama Hernani⁠(d) și un militant pentru cauze sociale printre care eliminarea pedepsei capitale.
Deși era un regalist convins în tinerețea sa, opiniile sale politice s-au schimbat cu trecerea deceniilor devenind un susținător pasionat al republicanismului; lucrările sale ating majoritatea problemelor politice și sociale și tendințele artistice ale timpului său.
Este înmormântat în Panthéon, la Paris. Moștenirea lui a fost onorată în numeroase moduri, inclusiv prin imprimarea portretului său pe bancnotele franceze.

## Date biografice
Victor Hugo era al treilea fiu al lui Joseph Léopold Sigisbert Hugo (1774–1828) și Sophie Trébuchet (1772–1821); având doi frați Abel Joseph Hugo (1798-1855) și Eugène Hugo (1800–1837). S-a născut în 1802 în Besançon în regiunea estică a Franche-Comté. Pe 19 noiembrie 1821, Léopold Hugo îi scria fiului său că fusese conceput pe unul dintre cele mai înalte vârfuri din Munții Vosgi, într-o expediție din Lunéville la Besançon. Léopold Hugo era un republican liber-cugetător care îl considera pe Napoleon un erou; pe de altă parte, Sophie Hugo era o regalistă catolică, implicată intim cu posibilul său amant generalul Victor Lahorie, executat în 1812 pentru a fi complotat împotriva lui Napoleon.
Copilăria lui Hugo a fost o perioadă de tumult politic național. Napoleon a fost proclamat împărat al francezilor la doi ani după nașterea lui Hugo, iar Restaurația franceză a avut loc înaintea aniversării lui de 13 ani. Opiniile politice și religioase în contradictoriu ale părinților lui Hugo reflectau forțele care aveau să se lupte pentru supremație în Franța în decursul vieții sale. Tatăl lui Hugo era un ofițer de rang înalt în armata lui Napoleon până la eșecul din Spania (unul dintre motivele pentru care numele lui nu e prezent pe Arcul de Triumf).
Întrucât tatăl lui Hugo era ofițer, familia se muta frecvent, iar Hugo a învățat multe din aceste călătorii. Într-o călătorie cu familia în Napoli, el a văzut vastele pasaje Alpine și culmile înzăpezite, magnific de albastra Mediterană și Roma în timpul festivităților sale. Deși avea doar cinci ani atunci, și-a adus limpede aminte călătoria de șase luni.
La începutul căsniciei, mama lui Hugo, Sophie îl însoțea pe soțul ei la posturi în Italia (unde Léopold îndeplinea funcția de guvernator al unei provincii apropiate de Napoli numită Avellino) și Spania (unde se ocupa de trei provincii spaniole). Obosită de mutările constante solicitate de viața militară și în acord cu lipsa credinței în catolicism din partea soțului său, Sophie s-a despărțit temporar de Léopold în 1803 și s-a stabilit în Paris împreună cu copiii săi. Începând de atunci, a dominat educația și creșterea lui Hugo. Ca rezultat, lucrările sale timpurii în poezie și ficțiune au reflectat devotamentul ei pasional atât pentru rege, cât și pentru credință. Abia mai târziu, în timpul evenimentelor care au dus la Revoluția franceză de la 1848, avea să înceapă să se revolte împotriva educației sale catolice regaliste, iar în schimb să susțină republicanismul și libera cugetare.
Tânărul Victor s-a îndrăgostit și s-a logodit în secret cu prietena sa din copilărie Adèle Foucher (1803-1868), împotriva dorințelor mamei lui. Din cauza relației lui apropiate cu mama sa, Hugo a așteptat până după moartea ei (în 1821) ca să se căsătorească cu Adèle în 1822.
Adèle și Hugo au avut primul lor copil, Léopold, în 1823, dar băiatul a murit în copilărie. Pe 28 august 1824, al doilea copil al cuplului, Léopoldine, s-a născut, urmată de Charles pe 4 noiembrie 1826, François-Victor pe 28 octombrie 1828 și Adèle pe 28 iulie 1830.
Fiica cea mare și favorita lui Hugo, Léopoldine, a murit în 1843, la vârsta de 19 ani, la scurt timp după căsătoria sa cu Charles Vacquerie. Pe 4 septembrie s-a înecat în Sena la Villequier, trasă în jos de fustele ei grele când barca s-a răsturnat. Tânărul ei soț a murit de asemenea, încercând să o salveze. Moartea ei l-a lăsat pe tatăl său devastat. Hugo călătorea cu amanta lui în sudul Franței la acel timp și a aflat despre moartea Léopoldinei dintr-un ziar pe care l-a citit într-o cafenea.
A scris apoi multe poezii despre viața și moartea fiicei sale, iar cel puțin un biograf susține că nu s-a recuperat niciodată complet. Cea mai cunoscută poezie a sa este probabil Demain, dès l'aube (Mâine, la răsărit), în care își descrie vizita la mormântul ei.
Hugo a decis să trăiască în exil după lovitura de stat de la sfârșitul anului 1851 a lui Napoleon al III-lea. După ce a părăsit Franța, Hugo a trăit o scurtă perioadă în 1851 în Bruxel, înainte de a se muta în Insulele din strâmtoarea Mânecii, prima dată în Jersey (1852-1855), iar apoi în insula Guernsey în 1855, unde a stat până la căderea de la putere a lui Napoleon III în 1870. Deși Napoleon III a proclamat amnistie generală în 1859, sub care Hugo s-ar fi putut întoarce în siguranță în Franța, autorul a rămas în exil, întorcându-se doar atunci când Napoleon III a fost silit de la putere ca rezultat al înfrângerii în războiul franco-prusian în 1870. După asediul Parisului din 1870 până în 1871, Hugo a trăit iar în Germania din 1872 până în 1873, înainte să se întoarcă în final în Franța pentru restul vieții sale.

## Viața politică
Victor Hugo era simpatizant al Republicii. A fost „pair” al Franței, iar în anul 1841 a fost ales în Academia Franceză.
Zece ani mai târziu, Hugo a fost exilat pentru curajul de a-l numi pe Napoleon al III-lea „trădător”. A fost exilat din 1851 până în 1870, când s-a întors în Franța.
În decursul exilului, Hugo a publicat o parte din pamfletele sale cele mai cunoscute la adresa lui Napoleon al III-lea: „Napoleon cel mic” și „Istoria unei crime”. Deși au fost interzise în Franța, pamfletele sale au avut o puternică influență în țările învecinate.
Hugo a scris în exil și Mizerabilii, probabil cel mai cunoscut roman al său.

## Opera
Primele opere ale lui Victor Hugo au fost profund influențate de François-René de Chateaubriand.
Victor Hugo a publicat primul său roman, Han din Islanda, în 1823, la numai 21 de ani.

### Poeme, ode și balade
- 1822: Ode și poezii diverse ("Odes et poésies diverses")
- 1829: Orientalele ("Les Orientales")
- 1831: Frunze de toamnă ("Les Feuilles d'automne")
- 1835: Cântecele crepusculului ("Les Chants du crépuscule")
- 1837: Vocile lăuntrice ("Les Voix intérieures")
- 1840: Razele și umbrele ("Les Rayons et les Ombres")
- 1853: Pedepsele ("Les châtiments") - capodoperă a poeziei satirice franceze
- 1856 - 1857: Contemplațiile ("Les Contemplations")
- 1859 - 1883: Legenda secolelor, două volume - capodoperă a poeziei franceze

### Drame și tragedii
- 1827: Cromwell - cu celebra-i Prefață
- 1830: Hernani⁠(d) ("Hernani ou l'honneur castillan")
- 1831: Marion Delorme
- 1832: Regele petrece ("Le roi s'amuse")
- 1835: Angelo
- 1837: Ruy Blas - capodopera sa dramatică
- 1843: Burgravii ("Les Burgraves")

### Romane
- 1818: Bug-Jargal

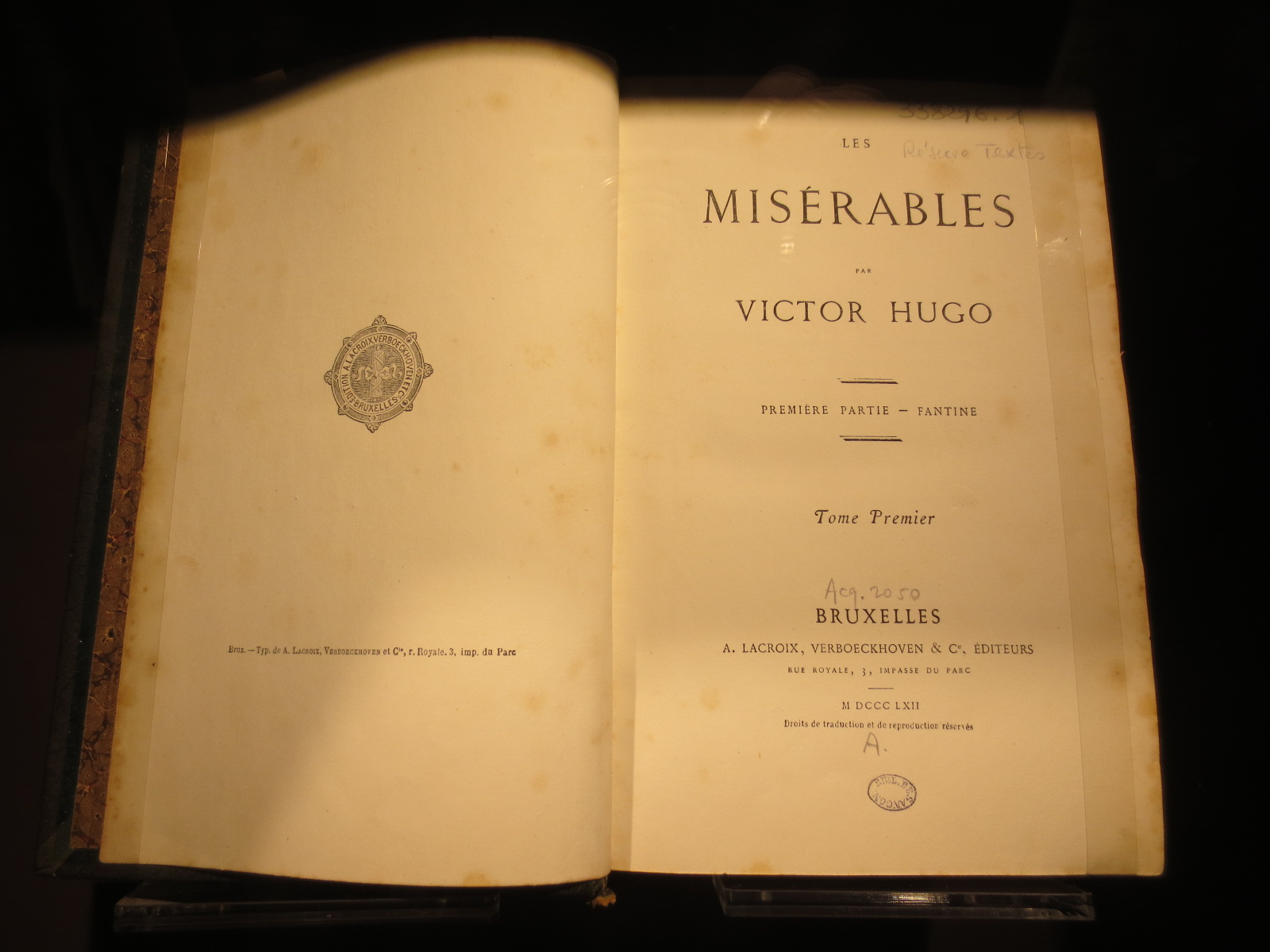
Exemplar din 1862 al volumului I din Mizerabilii

- 1823: Han din Islanda ("Han d'Islande")
- 1829: Ultima zi a unui condamnat la moarte ("Le Dernier Jour d'un condamné"), un adevărat rechizitoriu pentru abolirea pedepsei capitale
- 1831: Notre-Dame de Paris
- 1834: Claude Gueux
- 1862: Mizerabilii ("Les Misérables")
- 1866: Oamenii mării ("Les Travailleurs de la mer"), dedicat locuitorilor insulei Guernsey
- 1869: Omul care râde ("L'homme qui rit"), roman filozofic ce condamnă aristocrația și monarhia
- 1874: Anul 93 ("Quatrevingt-treize'")

### Pamflete
- 1852: Napoleon cel mic ("Napoléon le Petit")
- 1877: Istoria unei crime ("Histoire d'une crime")
- 1859: Legenda secolelor ("La Légende des siècles"), ciclu de poeme prin care este înfățișată istoria omenirii

### Studii
- 1864: William Shakespeare

### Aprecieri
"Umană prin detaliu și semnificație, inumană prin proporții", cum preciza Albert Thibaudet, opera lui Hugo copleșește prin titanismul fabulos al imaginației și prin îndrăzneala novatoare a limbajului poetic, fiind considerată "cel mai mare fenomen" al literaturii franceze.

## Moartea
Victor Hugo a murit la 22 mai 1885, iar la funeraliile sale au luat parte mai mult de două milioane de oameni care l-au admirat și au vrut să-l însoțească pe ultimul drum. Este înmormântat în Panteonul din Paris.